# Peter Thumb
Peter Thumb (ur. 18 grudnia 1681 w Bezau, zm. 4 marca 1766 w Konstancji) – austriacki architekt rokokowy.

## Życiorys
Architektami byli również ojciec, wuj i starszy brat Petera. Po przedwczesnej śmierci jego ojca w 1697 rozpoczął praktyki kamieniarskie i murarskie u mistrza Christophera lub Michaela Berwiga, a w 1700 był kreślarzem u boku architekta Franza Beera. Od 1704 pracował przy budowie klasztoru Rheinau, a w 1707 sporządził projekt kościoła w Lachen, przy czym wciąż pracował pod okiem Beera. Po ślubie z córką Beera w 1726 otrzymał obywatelstwo Konstancji. Klientami Thumba byli przede wszystkim cystersi i benedyktyni, kierował m.in. przebudowami klasztorów: Schwarzach, St. Peter auf dem Schwarzwald, Tennenbach czy Ettenheimmünster, a w latach 1745-1751 wzniósł rokokowy kościół w Birnau. Zmarł w Konstancji, 4 marca 1766.

## Prace
Peter Thumb jest autorem projektów m.in.:
- kościoła Świętego Krzyża w Lachen (1707-1710)[2],
- klasztoru Ebersmunster (1719-1727),
- klasztoru św. Piotra w Schwarzwaldzie (1724-1727),
- klasztoru Schwarzach (1724-1732),
- klasztoru Tennenbach (od 1727, nieukończony)[1],
- kolegiaty św. Małgorzaty w Waldkirch (1732-1734)[3],
- kościoła pielgrzymkowego w Birnau (1745-1751)[1],
- kościoła śś. Piotra i Pawła w Hilzingen (1747-1749)[3],
- kościoła św. Jerzego w Mundelfingen (1750-1751)[4],
- biblioteki klasztornej i szpitala opactwa St. Gallen (1758-1767)[3].